# Pat Sullivan (giocatore di football americano)
Patrick Joseph Sullivan (Birmingham, 18 gennaio 1950 – 1º dicembre 2019) è stato un giocatore di football americano statunitense che ha giocato nel ruolo di quarterback e nella National Football League (NFL). Al college ha giocato a football alla Auburn University con cui nel 1971 ha vinto l'Heisman Trophy, il massimo riconoscimento individuale a livello universitario.

## Carriera professionistica
Sullivan fu scelto nel corso del secondo giro (40º assoluto) del Draft NFL 1972 dagli Atlanta Falcons, con cui disputò 30 partite, lanciando 5 touchdown a fronte di 16 intercetti. A metà della stagione 1976 passò ai Washington Redskins non scendendo più in campo e ritirandosi dopo la stagione 1977.

## Palmarès
- Heisman Trophy - 1971
- Numero 7 ritirato dagli Auburn Tigers
- College Football Hall of Fame (classe del 1991)

## Statistiche
| Yard passate  | 1.155 |
| Touchdown     | 5     |
| Intercetti    | 16    |
| Passer rating | 36,5  |